# Rusudan

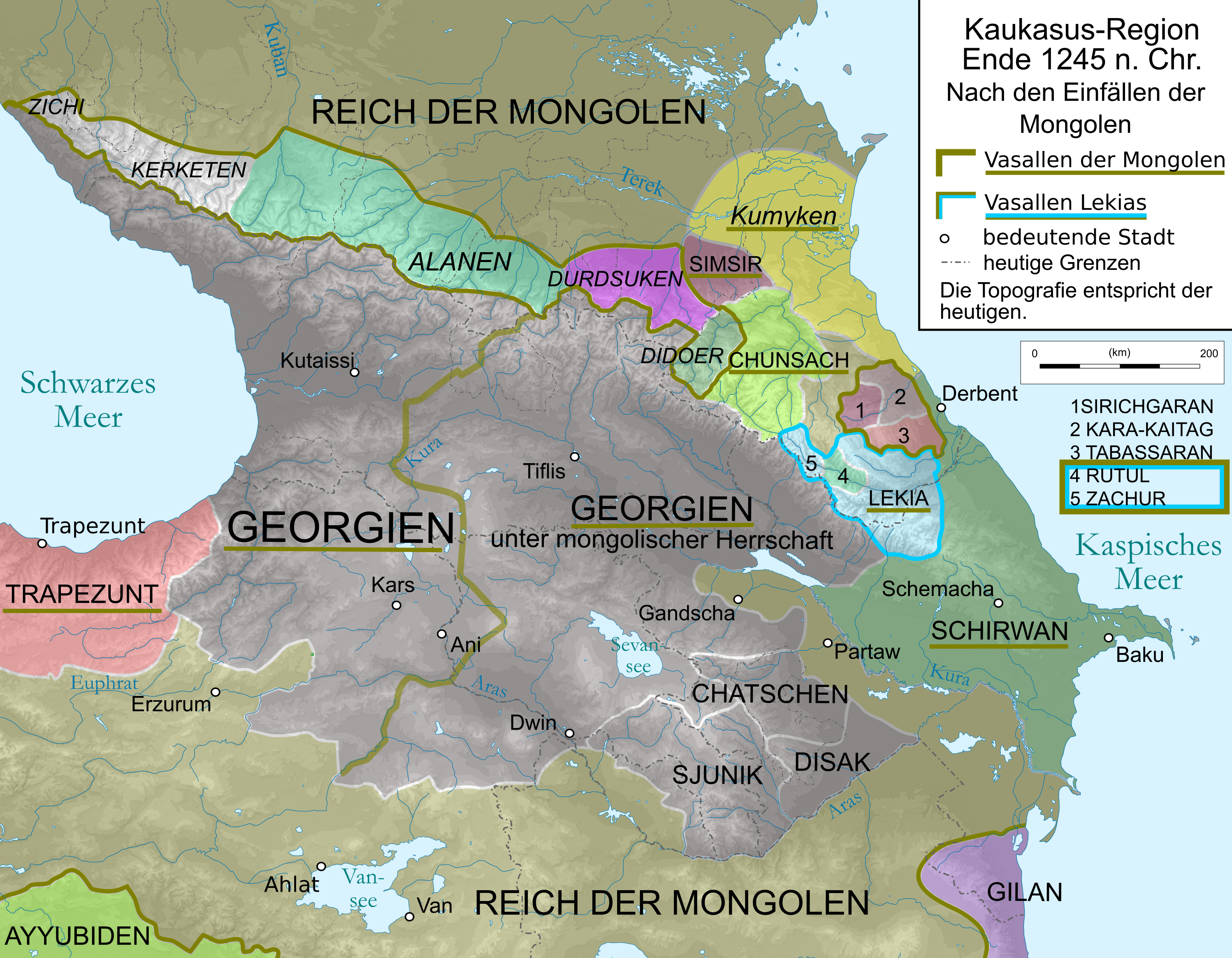
Georgien im Todesjahr der Königin Rusudan

Rusudan (georgisch რუსუდანი; * 1194; † 1245) war von 1223 bis 1245 Königin von Georgien aus dem Geschlecht der Bagratiden.

## Leben
Sie war die Tochter von Königin Tamara und David Soslan. Sie folgte ihrem Bruder Giorgi IV. Lascha am 18. Januar 1223 auf den Thron, eigentlich nur als Regentin für ihren Neffen David VII. Der Machtwechsel besiegelte das Ende des Goldenen Zeitalters Georgiens, da Rusudan zwar mit der Schönheit ihrer Mutter, aber nicht mit deren staatsmännischen Fähigkeiten ausgestattet war und sich als zu schwach erwies.

## Krieg gegen Choresmier und Mongolen

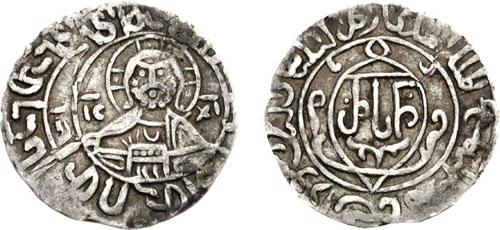
Münzen Rusudans aus dem Jahr 1230

Bereits im ersten Jahr ihrer Regierung gab es Krieg mit den Kiptschaken. Durch die Mongolen aus ihren Lebensräumen verdrängt, zogen sie über Arrān und Schirwan nach Georgien, wo sie von der Königin Siedlungsland forderten. Als dieses abgelehnt wurde, drehten sie plündernd nach Gandscha ab und belagerten die Stadt Qabala. Eine georgische Strafexpedition wurde von ihnen überrascht und besiegt. Als die Kiptschaken noch die östlichen Grenzgebiete Georgiens verheert hatten und mit reicher Beute abzogen, verfolgten georgische Truppen die Feinde, besiegten sie und nahmen ihnen die Beute wieder ab.
1223 kämpften georgische Truppen in Armenien, 1225 vor Gandscha. Beide Unternehmungen waren nicht von Erfolg gekrönt.
Während Georgien seine Kräfte in Kleinkriegen aufrieb, rückte die mongolische Bedrohung immer näher. 1220 war das mächtige Reich der Choresm-Schahs unter den Schlägen der Mongolen zerbrochen und die vier Söhne Sultan Muhammads II. versuchten das väterliche Erbe zu retten. Einer der Söhne, Dschalal ad-Din, kam 1225 auch nach Aserbaidschan. Dschalal ad-Din wollte hier ein neues Reich aufbauen und bedrohte nun auch Georgien.
Es kam zu mehreren Schlachten. Die erste bei Garni in Armenien 1225 war eine Niederlage für Rusudan. Dschalal ad-Din konnte noch nicht die Gunst der Stunde nutzen. Aber am 9. März 1226 fiel Tiflis nach langer Belagerung in seine Hände. 100.000 Einwohner sollen den Massakern zum Opfer gefallen sein. Dem Sieger fielen unermessliche Reichtümer in die Hände. Königin Rusudan war schon vorher auf Rat ihrer Fürsten über das Lichi-Gebirge nach Westgeorgien geflohen. 1227 eroberten die Georgier die Stadt zurück, mussten sie aber wieder räumen, da sie zu schwach waren. Dabei ließen sie Tiflis anzünden.
1228 erlitt Dschalal ad-Din mehrere Niederlagen gegen die Mongolen. Deshalb versuchte er eine Allianz islamischer Staaten gegen diese zu schmieden, indem er den Kalifen von Bagdad und den Ayyubiden-Herrscher von Ahlat für seine Ziele zu gewinnen suchte. Doch hatte Dschalal ad-Din in Kriegen gegen seine islamischen Glaubensgenossen dermaßen gewütet, dass diese eher bereit waren, mit dem christlichen Georgien zusammenzuarbeiten.
1228/29 konnte Dschalal ad-Din die Pässe von Derbent besetzen. Als seine Truppen auf dem Rückweg am Sewansee in zwei Heeresteilen lagerten, gelang es dem georgischen Heer den westlichen Heeresteil durch einen nächtlichen Überraschungsangriff zu vernichten, worauf sich der östliche geordnet zurückzog.
Um die Scharte auszuwetzen, begann der choresmische Sultan 1229 einen neuen Feldzug gegen Georgien. Königin Rusudan versuchte alle verfügbaren Truppen zusammenzuziehen, verstärkt durch Kiptschaken, ossetische Kontingente und Krieger der Bergstämme. Das Kommando erhielt Avag Mchargrdzeli, der den Angreifern entgegenzog. Bei Bolnissi stießen beide Heere zusammen. Nach langem Kampfe fiel die Entscheidung zugunsten der Choresmier, als die Kiptschaken zu ihnen überliefen. Danach versuchte Dschalal ad-Din die Besitzungen Avags zu erobern und belagerte die Festungen Gagi und Kvarin. Da die Belagerung mehr als drei Monate dauerte, begnügte er sich mit einem Lösegeld und verließ im Herbst 1229 Georgien für immer.
Dschalal ad-Din erlitt am 17. August 1231 seine endgültige Niederlage. Auf der Flucht wurde er von einem Kurden ermordet.
Die Jahre 1231 bis 1236 bedeuteten für Georgien noch einmal eine Zeit des Friedens. Der georgische Staat wurde im Auftrage der Königin Rusudan von Avag, Schanschah und Varam Gageli geleitet. Tiflis wurde wieder aufgebaut und das armenische Kars neu befestigt. Im Jahre 1235 eroberten Schanschah und Avag das armenische Sermars (Surb Mari). Georgien hatte erneut begonnen eine expansionistische Politik aufzunehmen.
Die Aktivitäten der Mongolen zur Unterwerfung Kaukasiens begannen bereits 1235. In demselben Jahr eroberten sie Gandscha, das lange abhängig von Georgien war. Von dort aus zogen sie nach Schamkori in Armenien, welches zum Besitz Varam Gagelis gehörte. Da die militärische Unterstützung durch ihn ausblieb, musste die Besatzung nach schweren Kämpfen kapitulieren. Eine Festung nach der anderen von Varams Besitzungen musste kapitulieren. Er selbst mied jede Auseinandersetzung mit dem Feind und floh schließlich nach Westgeorgien.
Dorthin, nach Kutaissi, war auch die Königin Rusudan mit ihrem Hof geflohen. Dem Befehlshaber von Tiflis befahl sie, die Stadt in Brand zu stecken, damit sie nicht in die Hände der Mongolen fiel. Georgien war durch die Feldzüge der Choresmier derart geschwächt, dass es kein Heer mehr gegen die Invasoren aufstellen konnte. Die Fürsten verschanzten sich in ihren Burgen und fanden nicht zum gemeinsamen Kampf zusammen.
Bereits im Jahre 1236 war der georgische Teil von Armenien erobert. Die Eroberung Georgiens zog sich bis 1239 hin, wobei die meisten Städte Ostgeorgiens kampflos in die Hände der Mongolen fielen. Nur Ivane Dschakeli mit seinen Meshkern leistete ernsthaften Widerstand und ergab sich, nachdem Königin Rusudan ihre Einwilligung dazu gegeben hatte.
Somit war ganz Ost- und Südgeorgien von den Mongolen besetzt. Nach Westgeorgien einzudringen gelang den Mongolen nicht. Dort herrschte weiter unumschränkt Königin Rusudan. Damit war Georgien in einen unabhängigen Westteil und in einen von den Mongolen abhängigen Ostteil, in dem der Regierungsapparat des Königreiches war, geteilt. 1242 wurde dieser Zustand durch einen von Avag Mchargrdzeli ausgehandelten Vertrag bestätigt. Königin Rusudan unterwarf sich formell den Mongolen und konnte durchsetzen, dass ihr Sohn David VI. als König in Tiflis anerkannt wurde (1243). Ostgeorgien hatte einen Tribut von 50.000 Goldstücken zu zahlen und musste den Mongolen Heeresfolge leisten. Jeder zehnte Mann wurde für das Heer ausgehoben, welches vom georgischen König befehligt wurde.
Zu seiner Bestätigung musste sich David zu Batu Khan in die Goldene Horde nach Sarai begeben, wurde aber von diesem zum Großkhan nach Karakorum geschickt, wo er 1245 ankam. Im selben Jahr starb auch Königin Rusudan. Sie war seit 1224 mit Muhammad Mughis ud-din Turkan Schah, dem Sohn des Sultans von Erzurum, einer Seitenlinie der Rum-Seldschuken, verheiratet und hatte außer David noch eine Tochter, Tamara, die spätere Ehefrau des Sultans Kai Chosrau II.

## Nachkommen Rusudans
Die Nachkommen Rusudans werden von der georgischen Geschichtsschreibung deswegen auch als Seldschukiden bezeichnet und starben 1455 mit Demetre in männlicher Linie aus. Dessen Tochter Gulaschar hatte Giorgi, den Bruder Alexanders I. von Georgien (1412–1442) geheiratet. Beider Sohn Bagrat VI. okkupierte den Thron Georgiens (1465–1478), nachdem Giorgi VIII. (1446–1465) in Gefangenschaft des Atabegs von Samtzche geraten war. Alexander, der Sohn Bagrats, wurde nach ihm nicht König von Georgien, sondern König von Imeretien (1478–1510). Diese Linie regierte bis 1810 in Imeretien.